# All-Malaya Council of Joint Action
Der All-Malaya Council of Joint Action (AMCJA) war ein Zusammenschluss politischer und bürgerlicher Organisationen in Malaya und bestand zwischen 1946 und 1948, um eine Nachkriegs-Verfassung für das Land zu erarbeiten und so die Unabhängigkeit des Landes von Großbritannien vorzubereiten.
Im Dezember 1946 formierte sich zunächst der Pan-Malayan Council of Joint Action. Er diente als Einigungsbewegung gegen die überarbeitete Fassung des Malaya-Bundes (Federation of Malaya), überarbeitet durch das Kolonialbüro (Colonial Office) angesichts des britischen Rückzugs aus dem kontroversen Vorschlag zu einer Malaiischen Union (Malayan Union Proposal). Der Kern des Councils war eine Gruppe von linksgerichteten Nicht-Malaien aus Singapur, die bereits vorher die Malaiische Demokratische Union gegründet hatten. Sie waren gegen eine Abtrennung Singapurs von Malaya und hegten eher tiefere Abneigung gegen den Vorschlag für einen Malaiischen Bund.
Im August 1947 wurde der Pan-Malayan Council of Joint Action in All-Malaya Council of Joint Action umbenannt, dem auch die radikale Malay Nationalist Party und ihre Ableger beitraten. Diese Gruppe organisierte einen Protest-Streik im Oktober desselben Jahres und veröffentlichte wenig später einen Vorschlag für die Verfassung. 
Wegen ihrer engen Verbindung zur Kommunistischen Partei von Malaya waren ihre Anstrengungen vergeblich. Der Malaiische Bund wurde am 1. Februar 1948 gegründet.